# Мікішкіно
Мікі́шкіно (рос. Микишкино) — присілок у складі Дмитровського міського округу Московської області, Росія.

## Населення
Населення — 22 особи (2010; 20 у 2002).
Національний склад (станом на 2002 рік):
- росіяни — 95 %

## Пам'ятки архітектури
На околиці присілка знаходиться пам'ятка історії місцевого значення — братська могила радянських воїнів, які загинули у 1941–1943 роках.